# 范重模
范重模（1923年—），男，四川广安人，中国炼钢专家，曾任鞍钢钢铁研究所副所长，第三届全国人大代表，第五届全国政协委员。